# 마스터 (소프트웨어)
마스터(Master)는 온라인에서 사용되는 계정 이름(원래 Magister/Magist)의 이름을 딴 딥마인드의 바둑 소프트웨어 알파고 버전으로, 2016년 12월 29일부터 2017년 1월 4일까지 인간 전문 바둑 플레이어를 상대로 60연속 온라인 게임에서 승리했다. 2017년 5월에 열린 바둑의 미래 서밋에서도 사용되었다. 엘로(Elo) 등급이 4,858인 단일 머신에서 4개의 TPU를 사용했다. 딥마인드는 알파고 마스터가 알파고 대 이세돌에서 사용된 버전보다 3석 더 강하다고 주장했다.
딥마인드는 2017년 12월에 알파고 마스터 버전을 출시했다. 이 버전은 230,000개의 인간 게임에서 6,000개의 바둑 오프닝의 승률을 분석하는 교육 도구 역할을 한다.